# Белведере ди Сото (Бергамо)
Белведере ди Сото је насеље у Италији у округу Бергамо, региону Ломбардија.
Према процени из 2011. у насељу је живело 25 становника. Насеље се налази на надморској висини од 107 м.